# EC São José (Maranhão)
EC São José was een Braziliaanse voetbalclub uit São Luís in de staat Maranhão. 

## Geschiedenis
De club werd opgericht op 19 maart 1963. De club speelde in de jaren zeventig en tachtig in de hoogste klasse van het Campeonato Maranhense en verdween dan.